# Manakambahiny Est
Manakambahiny Est è una città e comune del Madagascar situata nel distretto di Ambatondrazaka, regione di Alaotra Mangoro. 
La popolazione del comune rilevata nel censimento 2001 era pari a 7 983 unità.